# Красный Яр (Красноярский район, Самарская область)
Красный Яр — село Самарской области России, административный центр Красноярского муниципального района и одноимённого сельского поселения.

## География
Село Красный Яр расположено в месте впадения реки Кондурчи в реку Сок. Около села проходят трассы М5 и Р178.

## История
История Красного Яра началась в 1732 году с постройки Красноярской крепости, остатки которой по сей день находятся в центре села.

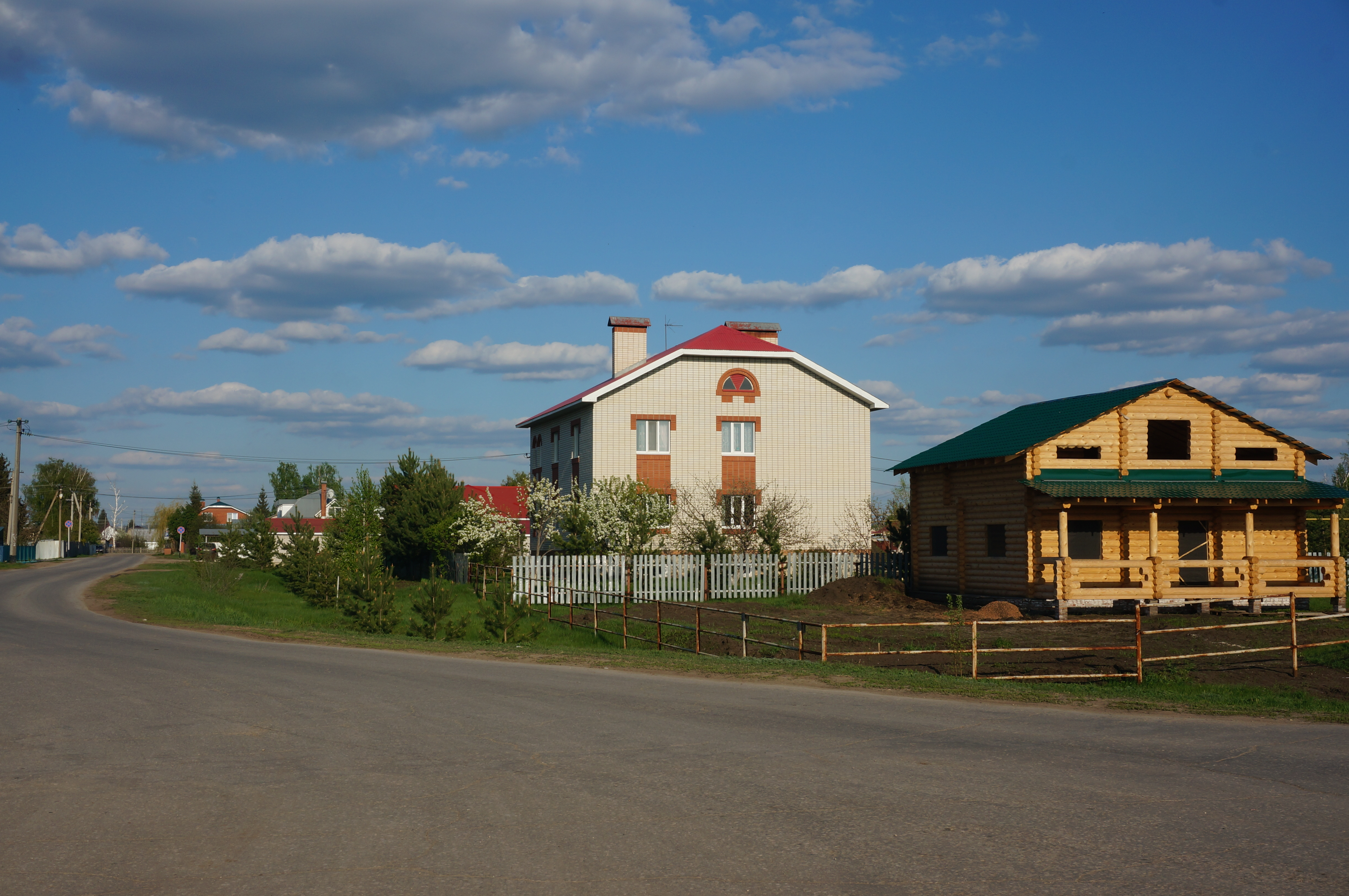
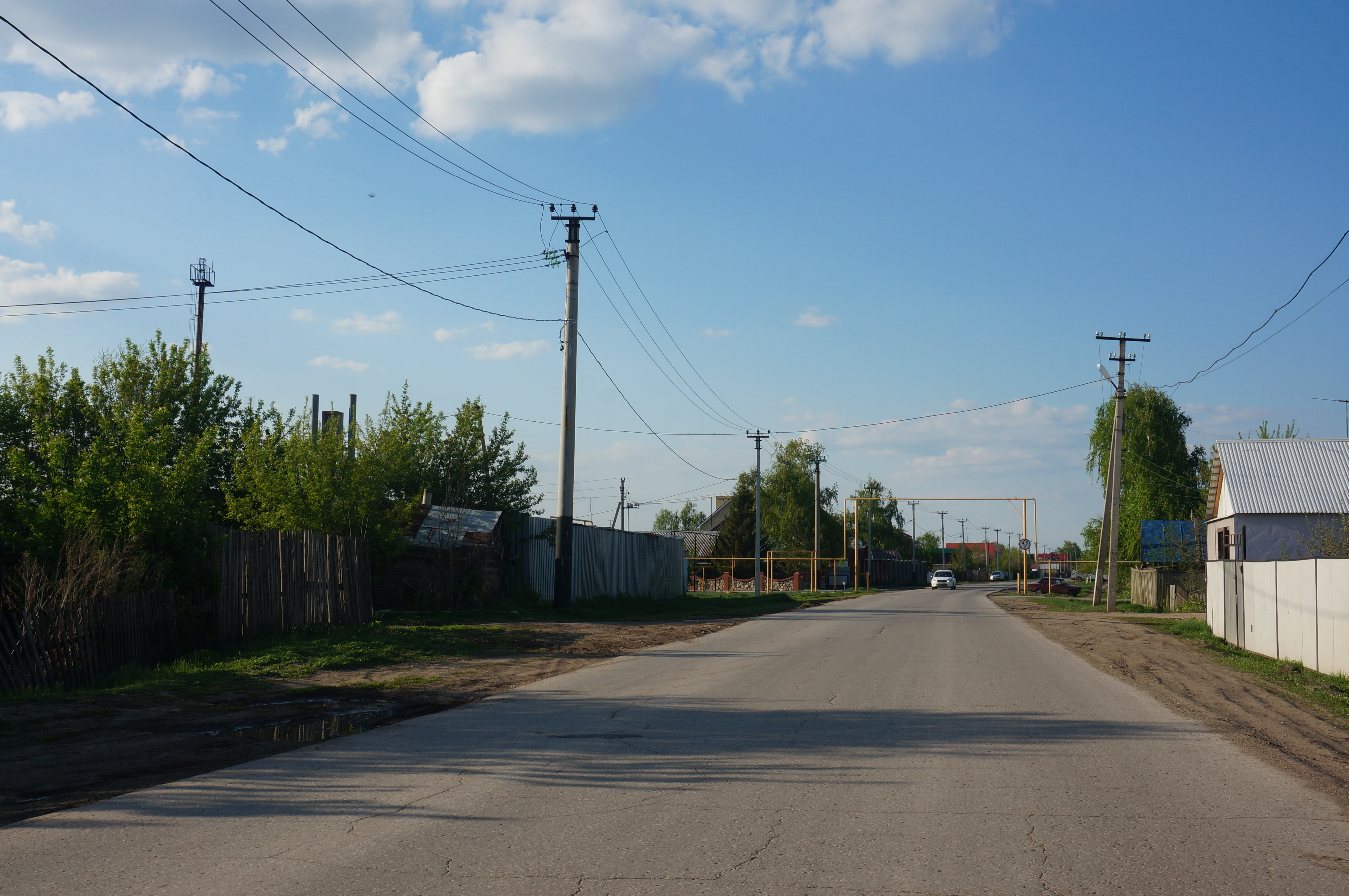
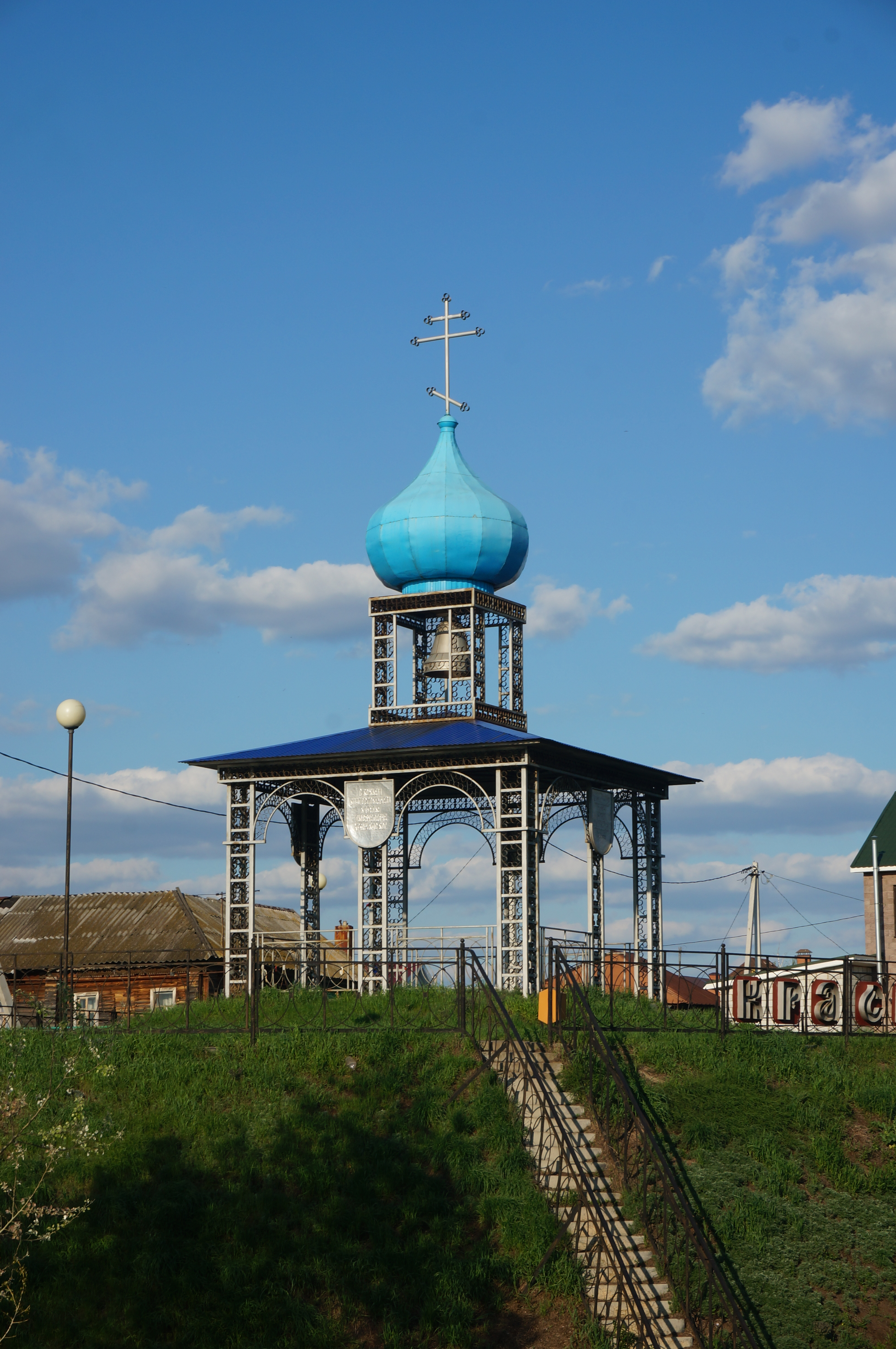
Часовня
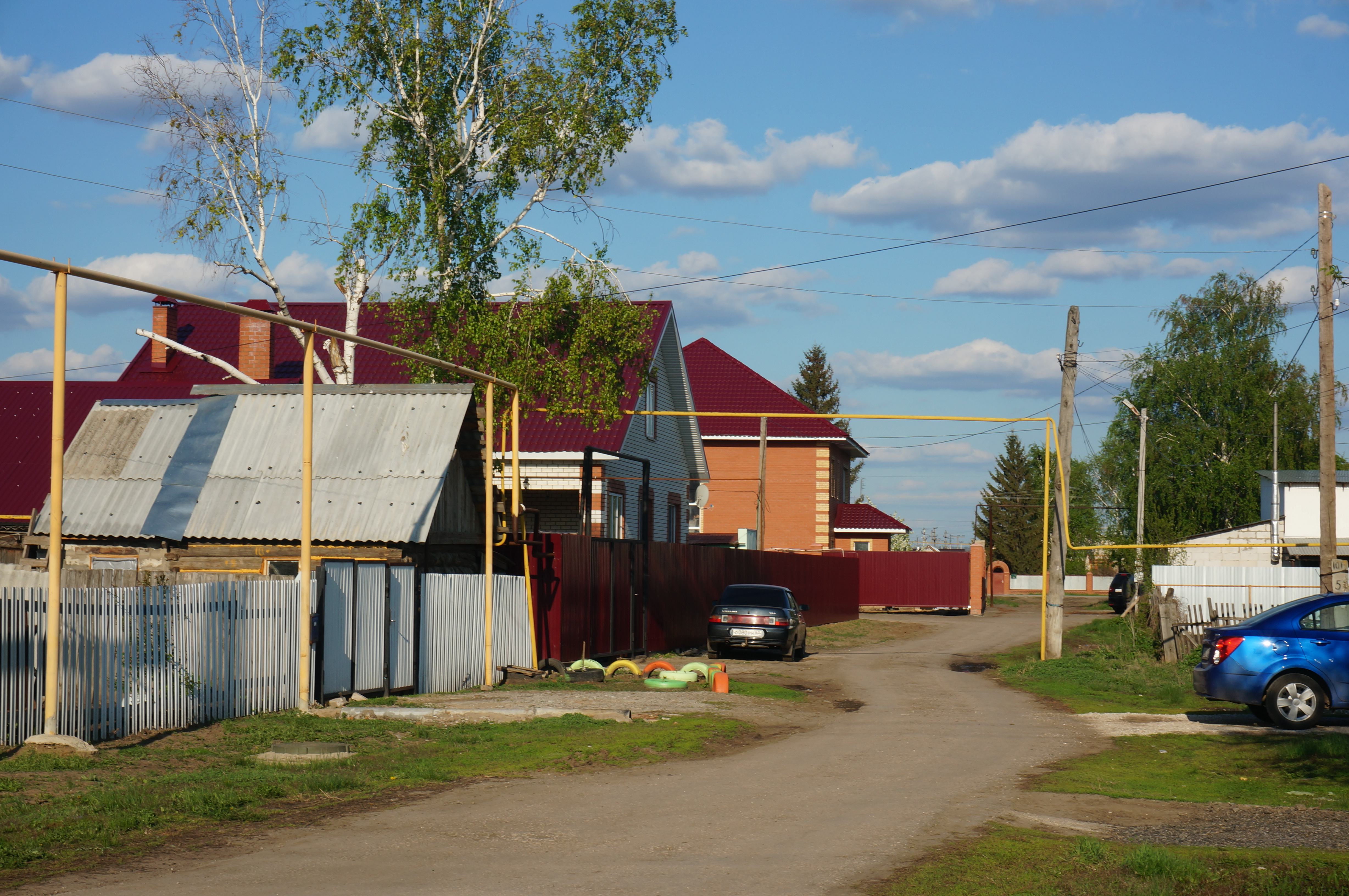
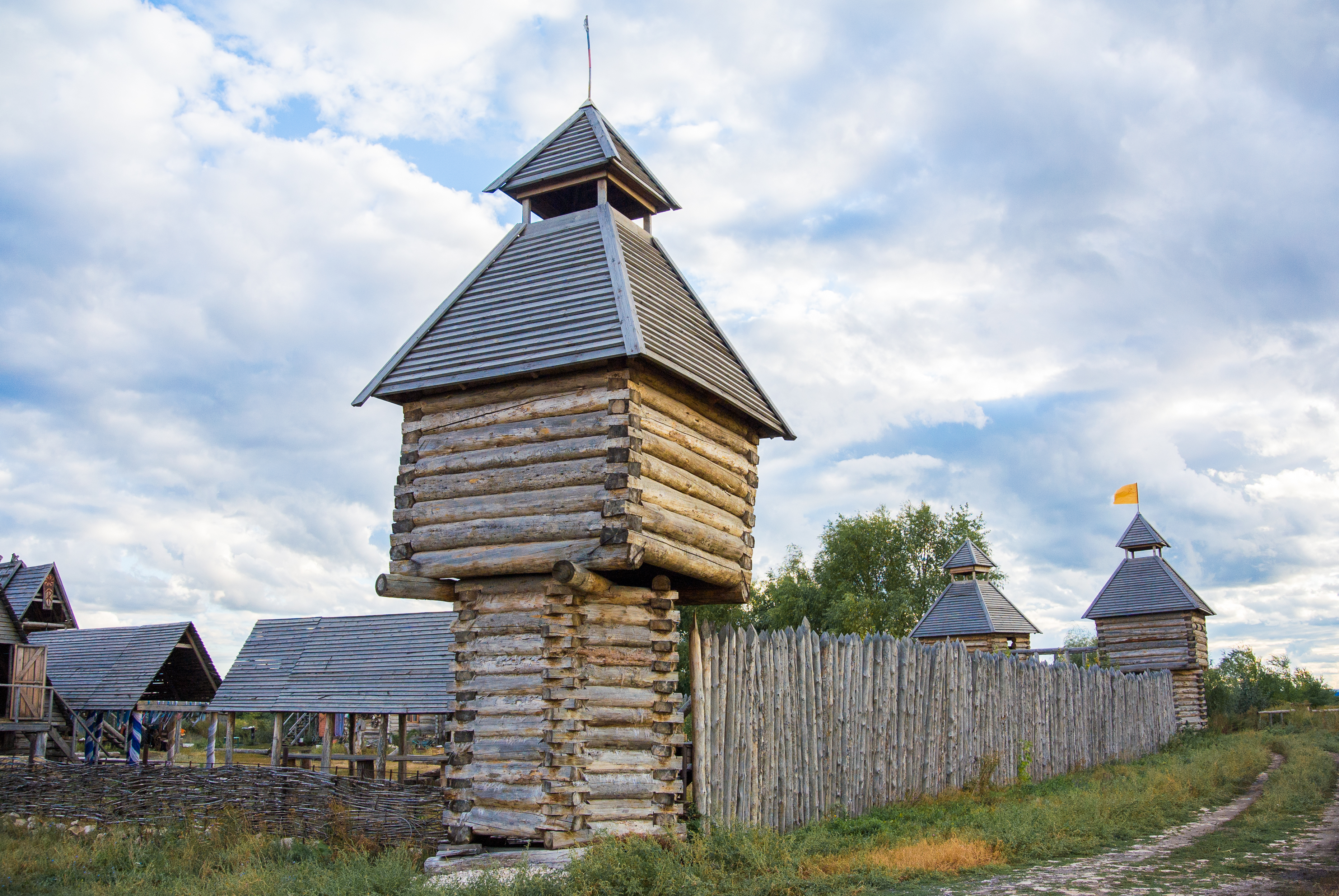
Музей каменных изваяний

## Население
| 1959 | 1970  | 1979  | 1989  | 2002  | 2010  | 2021  |
| ---- | ----- | ----- | ----- | ----- | ----- | ----- |
| 4151 | ↗5112 | ↗6385 | ↗7056 | ↗7724 | ↗7958 | ↗8185 |

## Известные уроженцы
- Немудров, Гавриил Маркелович (1896—1945) — советский военный деятель, генерал-майор.